# Peribea (oceànide)
Peribea (en grec antic: Περίβοια) va ser, segons la mitologia grega, una oceànide, una filla d'Ocèan i de Tetis.
Es va casar amb el tità Lelant, amb qui va tenir una filla, Aura (la brisa i l'aire fresc del matí). És una de les oceànides, que segons Hesíode sumaven tres mil, i té com a germans les divinitats fluvials que també eren tres mil. Urà i Gea eren els seus avis, tant paterns com materns.